# Byszki (Jastrowie)
Byszki – część miasta Jastrowie w Polsce położona w województwie wielkopolskim, w powiecie złotowskim, w gminie Jastrowie.